# Pangrapta variegata
Pangrapta variegata là một loài bướm đêm trong họ Erebidae.